# روبرت جوميز
روبرت جوميز (بالإنجليزية: Robert Gomez)‏ هو موسيقي ومغن مؤلف وعازف قيثارة أمريكي، ولد في 17 نوفمبر 1975 في كوربوس كريستي في الولايات المتحدة.

## وصلات خارجية
- الموقع الرسمي
- روبرت جوميز على موقع ميوزك برينز (الإنجليزية)
- روبرت جوميز على موقع أول ميوزيك (الإنجليزية)
- روبرت جوميز على موقع ديسكوغز (الإنجليزية)